# 柯尼斯堡号小巡洋舰 (1905年)
柯尼斯堡号是德意志帝国所建造的四艘柯尼斯堡级小巡洋舰的首舰，以东普鲁士首府柯尼斯堡命名。它由基尔的帝国船厂承建，于1905年1月开始龙骨架设、同年12月下水、至1906年6月投入舰队使用。其主舰炮包括有十门105毫米40倍径速射炮和两具450毫米鱼雷发射管，最高速度可达24.1节。
柯尼斯堡号在入役后被编入公海舰队的侦察部队。在此期间，它经常护送德皇威廉二世的游艇出访外国。1914年4月，舰只被派往德属东非进行为期两年的部署，却因同年8月爆发的第一次世界大战而中断。柯尼斯堡号最初试图攻击英、法两国在该地区的通商运输，但它于这段经历中仅摧毁过一艘敌对商船。煤炭短缺阻碍了其通商破坏的能力。1914年9月20日，它在桑给巴尔海战中突袭并击沉了英国防护巡洋舰珀伽索斯号。柯尼斯堡号随即退至魯菲吉河修理其推进装置。在修理工作完成之前，英国巡洋舰探明了柯尼斯堡号的所在，但由于无法驶入浅水区而设置封锁。在魯菲吉河三角洲海戰中，英国派出两艘浅水重炮舰默西号和塞文号，试图摧毁这艘德国巡洋舰。1915年7月11日，两艘重炮舰于近距离严重击损了柯尼斯堡号，迫使其船员凿沉舰只。幸存船员打捞起了舰上的全部十门主炮，并转而用作保羅·馮·萊托-福爾貝克在东非的游击战。柯尼斯堡号于1963－65年间进行了部分拆解，其余残骸则沉入河床。

## 设计

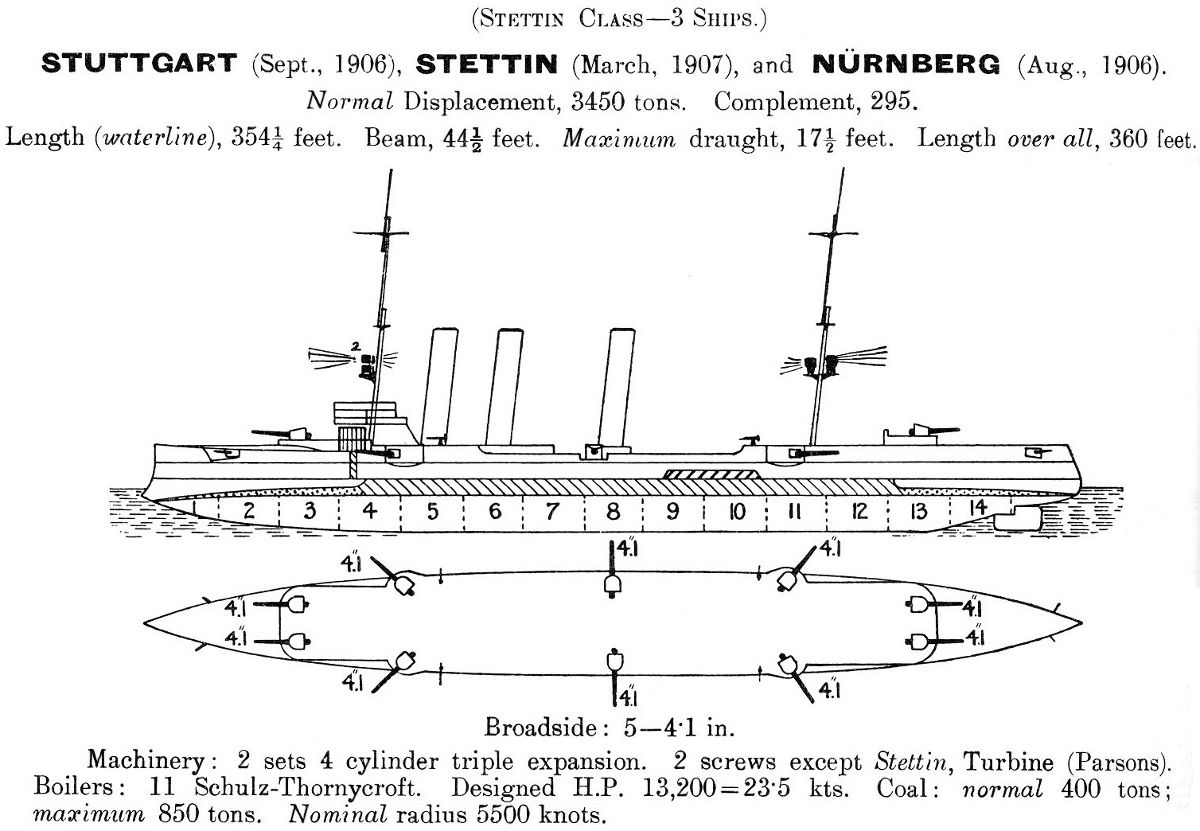
柯尼斯堡级舰只线条画 (Note: 图中误将该船级表述为“斯德丁级”，且不含柯尼斯堡号。)

柯尼斯堡号及其姊妹舰都是为兼作舰队的侦察舰和德国殖民地的海外舰而设计。这主要是由于受到预算的限制，使得帝国海军无法建造适合这两种角色的更细分巡洋舰。柯尼斯堡号的全长为115.30（378英尺3英寸），有13.2（43英尺4英寸）的舷宽和5.29（17英尺4英寸）的前吃水。在满载情况下，舰只的排水量可达3,814公噸（3,754長噸）。其推进系统由两台三缸三胀式蒸汽机组成，通过十一台燃煤船用式水管锅炉提供动力，额定功率为13,020匹指示馬力（9,709千瓦特）。它的最高速度达24.1節（44.6每小時），并可以12節（22每小時）的速度续航5,750海里（10,650）。舰只的标准船员编制则为14名军官及308名水兵。
柯尼斯堡号的舰炮由十门单装105毫米40倍径速射炮组成。其中两门并排布置在艏艛前方，六门设于舰舯、每边各三门，以及两门并排布置在舰艉。这些炮支可提升至30°仰角，射程达12,700（13,900碼）。它们共提供1500发弹药，其中每炮150发。舰只同样搭载有十门52毫米55倍径速射炮。此外，它还配备两具450（17.7英寸）的鱼雷发射管及五枚鱼雷，均浸没舷侧的船体内。舰只受到厚达80（3.1英寸）的装甲甲板保护，司令塔的侧面则有100（3.9英寸）厚。

## 服役历史

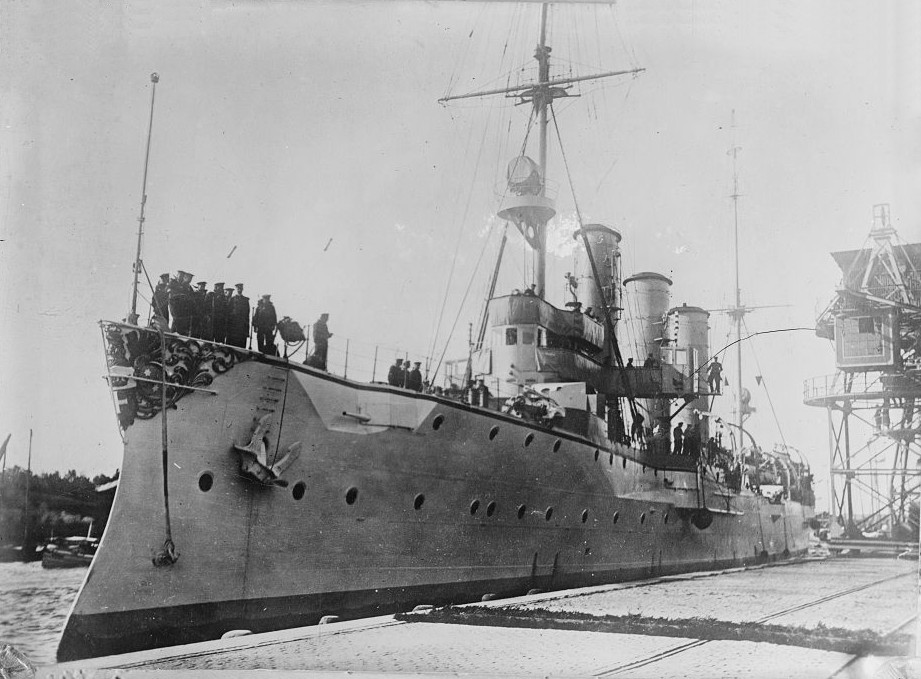
战前的柯尼斯堡号

柯尼斯堡号是为替代老旧的小巡洋舰流星号而以“流星替舰（Ersatz Meteor）”为代号进行订购，并于1905年1月12日在基尔的帝国船厂开始架设龙骨。它于1905年12月12日下水，之后展开舾装工作。在下水仪式上，由时任柯尼斯堡市长的西格弗里德·克特主持为舰只命名。1907年4月6日，舰只正式投入公海舰队使用。接下来的海上试航于6月初被中断，当时它负责在基尔周的三项帆船赛期间，为德皇威廉二世的皇家游艇霍亨索伦号提供护航。两艘舰随后巡游至北海，并于8月3日至6日在北角停留，由威廉二世与俄国沙皇尼古拉二世进行会晤。返回德国后，柯尼斯堡号恢复了试航，并从8月9日持续至9月9日。它于9月21日至23日到访了位于东普鲁士的同名城市，然后于11月5日获分配至舰队的侦察部队，以取代原美杜莎号的位置。与此同时，柯尼斯堡号再度被用于护送威廉二世的游艇，这次是与新近入役的大巡洋舰沙恩霍斯特号和公文艇斯雷普尼尔号一同出访英国。这些舰只先后停留在朴次茅斯和泰晤士河，并受到了荷兰女王威廉明娜的接见。
同年12月17日，柯尼斯堡号受委派进行另一项友好访问，这次是护送德皇胞弟海因里希亲王及其率领的一个海军代表团前往马尔默，以参加瑞典国王奧斯卡二世的葬礼。访问活动持续至12月20日。柯尼斯堡号平安无事地参与了1908年的例行单独和分舰队训练。该年的日程是以一次大型训练巡航作为终结，舰只首先是在波罗的海和北海，然后进入大西洋，至12月初完结。紧接着，它于冬季驶入旱坞进行定期维护，并于1909年2月重新入役。在接下来的两年里，柯尼斯堡号都遵循传统的训练模式，期间仅于1910年2月16日在基尔湾与新近入役的小巡洋舰德累斯顿号发生碰撞而中断，以及在1910年两次为德皇提供护航；第一次是3月9－13日前往黑尔戈兰岛，第二次则是从5月8日至27日前往英国参加爱德华七世国王的葬礼。与德累斯顿号的碰撞对两艘舰都造成了严重伤害，但无人受伤。它们均在基尔进行修理。这段时期内，柯尼斯堡号还因在侦察部队的优秀射击成绩而赢得“恺萨射术奖（Kaiserpreis）”。从1909年12月至1910年9月，该舰的舰长一职是由海军中校阿道夫·冯·特罗塔担任。

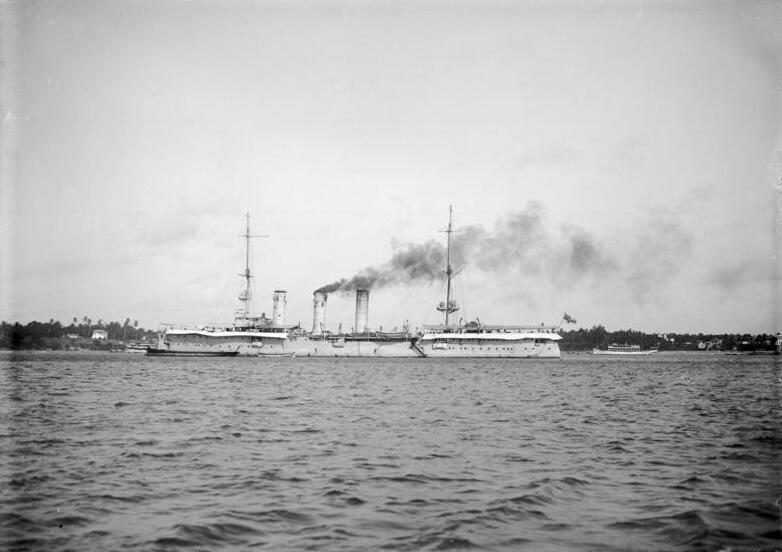
柯尼斯堡号在巴加莫约

从1911年3月8日至5月22日，柯尼斯堡号跟随搭乘霍亨索伦号的威廉二世在地中海巡游。同年6月10日，柯尼斯堡号在侦察部队的位置由新近入役的小巡洋舰科尔贝格号所取代；柯尼斯堡号被转移至但泽，在那里撤出现役以进行现代化改造。1913年1月22日，该舰重新入役，并接替了即将进行改造的美因茨号在侦察部队中的位置。这次役期仅持续至6月19日，然后柯尼斯堡号再于基尔作预备役闲置。退役前，它还曾于4月1日至18日被临时调往教练分舰队。1914年初，国家海军办公室决定将柯尼斯堡号派往德属东非，在那里它将取代原本的基地舰——老旧的小巡洋舰秃鹫号。
1914年4月1日，海军中校马克斯·洛夫接任柯尼斯堡号舰长。该舰于4月25日离开基尔至威廉港经停，并于三天后前往德属东非进行为期两年部署。在进入苏伊士运河前，它曾分别在西班牙和意大利的港口停留。在那里，它与地中海分队的旗舰格本号会合，并在支舰队司令的陪同下于5月15－17日和18－19日分别造访了梅尔辛及亚历山德雷塔。穿越运河后，舰只又短暂停留在亚丁，然后于6月5日抵达德属东非首府达累斯萨拉姆。两天后，德属东非保护部队在殖民地庆祝了他们的25周年纪念日；保护部队副司令向洛夫展示了一个燕子号巡洋舰的模型，这艘巡洋舰是在该部队服役时间最长的军舰。柯尼斯堡号于同年晚些时候考察了巴加莫约的海港。该舰给非洲殖民者留下了非常深刻的印象，特别是其三烟囱的设计，他们认为这意味着比只有两座烟囱的军舰更强大。舰只也因此获得了“三管战争者（Manowari na bomba tatu）”的绰号。
随着欧洲的紧张局势在奥地利的弗朗茨·斐迪南大公遇刺后日益上升，洛夫决定放弃常规的平时训练日程，并于7月24日返回达累斯萨拉姆，以补充燃煤和其它物资。他还积极组织了一个通报敌情的沿岸哨岗网络，并保护该地区的德国航运。7月27日，洛夫收到了来自海军参谋本部的信息，知会他欧洲的政治局势正在恶化。同时，英国海角分舰队的巡洋舰阿斯特赖亚号、风信子号和珀伽索斯号也已抵达，意图将柯尼斯堡号严密封锁在殖民地首府达累斯萨拉姆。洛夫遂令其舰只准备好起航，并于1914年7月31日下午离开港口，三艘速度较慢的英国舰只则从后尾随。在接下来的一天，洛夫利用暴风雨及其舰只的优越速度断绝了他与英国追随者的联系。直至8月5日，当英国和德国爆发战争的滞后消息传达至舰只，柯尼斯堡号才驶出亚丁。

### 第一次世界大战
当第一次世界大战爆发时，柯尼斯堡号受命在红海入口处附近袭击英国商船。然而燃煤的匮乏却妨碍了洛夫的战果；英国人阻挠其煤船柯尼希号（Koenig）离开达累斯萨拉姆，并买空了葡属东非的所有煤炭，以杜绝流向柯尼斯堡号。洛夫随即用无线电通知德国轮船齐滕号，警告它不要使用苏伊士运河，否则其物资将会被征用。然后柯尼斯堡号前往追赶德国货轮金岩号（SS Goldenfels），后者将柯尼斯堡号误认为是英国巡洋舰而拒绝停船。为了令对方停止航行，柯尼斯堡号被迫在金岩号的船艏鸣枪示警，以便洛弗可以警告该船的船长正处于战争状态。
8月6日，柯尼斯堡号在阿曼沿岸发现了一艘英国货轮——温彻斯特城号（City of Winchester），并将其控制。该船由一名押解船员接管，并跟随柯尼斯堡号于四天后至库里亚穆里亚群岛与齐滕号会合。在那里，温彻斯特城号的煤炭被转移至柯尼斯堡号，然后遭到击沉。英国船员则被安排登上齐滕号，于翌日离开并送往莫桑比克。与此同时，辅助舰索马里号于8月3日至4日夜晚搭载了1,200公噸（1,200長噸）煤炭离开达累斯萨拉姆，以补给柯尼斯堡号；两艘舰于十天后会合。在洛夫与索马里号会合时，他的舰只的贮煤量仅剩14公噸（14長噸）。索马里号向巡洋舰转移了约850公噸（840長噸），使其能够对马达加斯加进行扫荡。然而，柯尼斯堡号未能发现任何英国或法国的船只，便于8月23日再次与索马里号会合，并补充了足够巡航四天的燃煤。
与此同时，英国军舰炮击了达累斯萨拉姆并摧毁了德国的无线电台。至此时，柯尼斯堡号的发动机必须彻底检修，洛夫需要找到一个可以完成工作的僻静区域。他决定入驻魯菲吉河三角洲，那里不久前曾得到勘探船鸥号的调研。1914年9月3日，柯尼斯堡号于涨潮时穿越了鲁菲吉河口的沙洲，缓缓沿河而上。海岸哨兵驻扎在河口，电报线路也保持畅通，以确保德国人不会遭到正搜寻它们的英国舰只的突袭。被派往对柯尼斯堡号进行补给的小型沿岸蒸汽船观察到一艘英国巡洋舰——珀伽索斯号，已在沿岸巡逻了两个星期。德国人推断该舰可能会在周日前往桑给巴尔加煤，因此洛夫决定在进行大修之前至港口袭击该舰。他仔细考虑过这一行动的正当性，因为英国已经拒绝了德国根据《1885年刚果法案》对中非保持中立的提议。

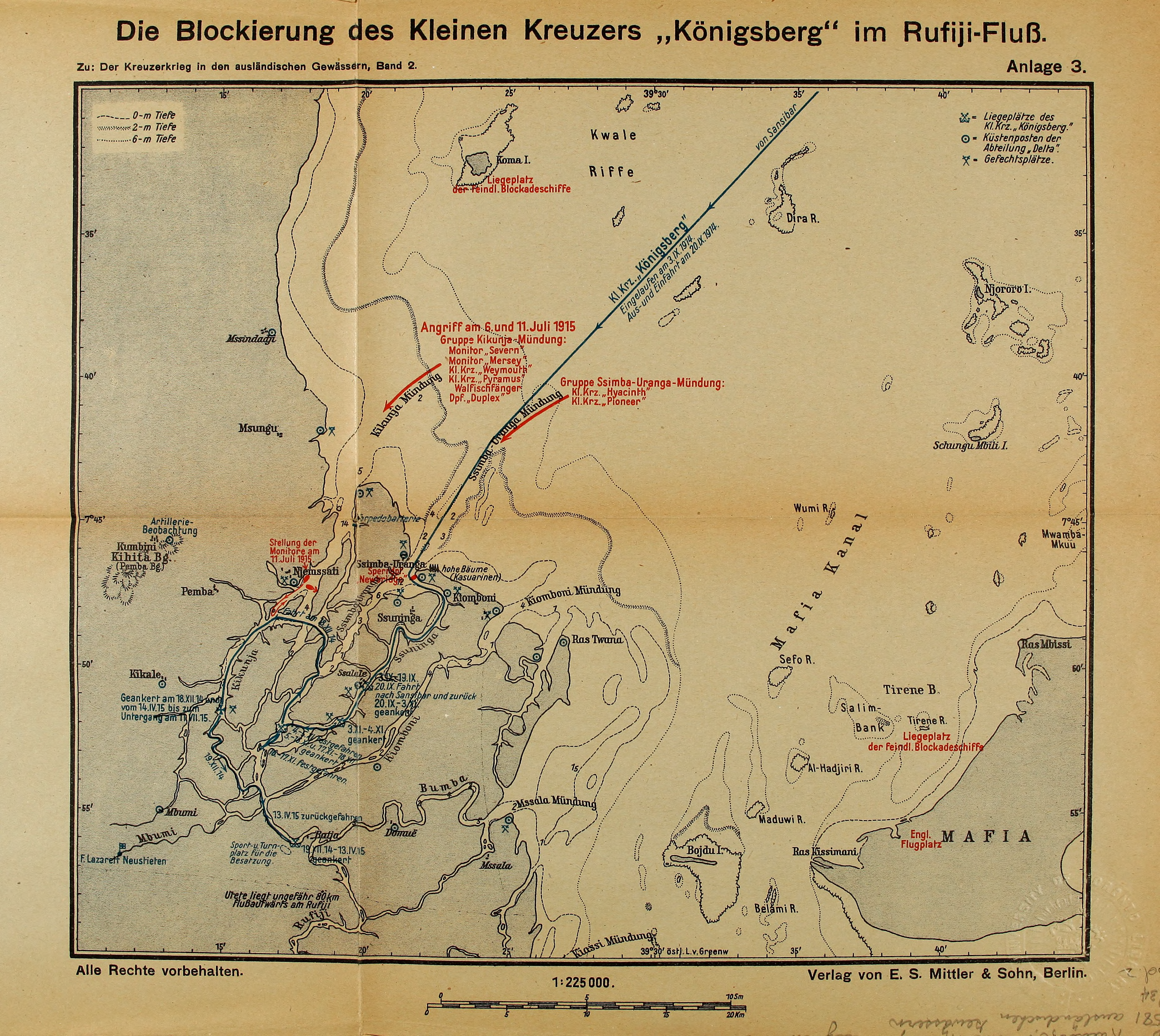
对柯尼斯堡号的封锁示意图

9月19日，柯尼斯堡号离开鲁菲吉河，并于翌日清晨抵达桑给巴尔。它于05:10在相距约7,000（23,000英尺）的距离向珀伽索斯号开火，发动了桑给巴尔海战；在45分钟内，珀伽索斯号起火燃烧、向左摇摆，并最终沉没。其船员曾竖起一面白旗，但受到浓烟的影响，柯尼斯堡号并未察觉。珀伽索斯号船员中共有35人死亡和55人受伤，而柯尼斯堡号毫发无损。当珀伽索斯号沉没后，柯尼斯堡号继续炮击了岸上的无线电台，并将填满沙子的铁桶倾入海港入口处以模拟水雷。离开海港时，柯尼斯堡号还发现了哨艇赫尔穆特号（Helmut），并以三枚炮弹将它击沉。
柯尼斯堡号随后返回了魯菲吉河，得以展开其发动机的翻修工作；相关部件需要通过陆路运输至达累斯萨拉姆的船厂，以便在那里重新组装。在锚泊于萨拉雷镇期间，柯尼斯堡号被严密伪装起来，并构建了防护体系。这些措施包括布置士兵和野战炮来抵御巡洋舰的接近者，并设立海岸哨兵网络和电报线路来密切观察敌对舰只。在三角洲还敷设有一个简易雷区，以防止英国舰只进入河流。
由于忌惮柯尼斯堡号会对从印度驶来的运兵船构成威胁，英国人加强了负责追踪隐匿德国巡洋舰的区舰队，并将相关舰只交由海军上校西德尼·R·德鲁利-劳指挥。珀伽索斯号的沉没令英国人相信，柯尼斯堡号肯定仍在德属东非。10月19日，轻巡洋舰查塔姆号在林迪发现了德属东非航运公司的商船总统号。登船队对这艘船进行搜查后，找到了它于前一个月曾在鲁菲吉河向柯尼斯堡号供煤的文件。10月30日，轻巡洋舰达特茅斯号探明了柯尼斯堡号和索马里号位于三角洲。三艘英国巡洋舰——查塔姆号、达特茅斯号以及韦茅斯号遂对鲁菲吉河三角洲实施封锁，以确保柯尼斯堡号无法逃逸。

#### 鲁菲吉河三角洲海战

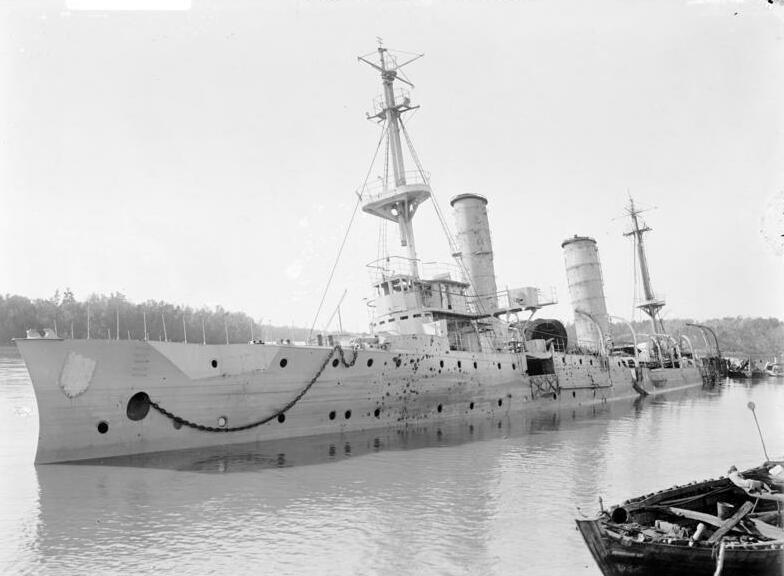
凿沉后垮塌的柯尼斯堡号

11月3日，英国人开始发动炮击，试图摧毁或压制柯尼斯堡号和索马里号。柯尼斯堡号受到茂密的红树林草泽的保护，草泽隐匿了舰只，并在一定程度代受了英国的炮火——尤其是当英国舰只还处在河流外围的时候。煤船纽布里奇号（Newbridge）被改装为阻塞船需要沉没在三角洲的主航道上，以防止柯尼斯堡号逃脱。尽管河流两岸的德国人猛烈开火，英国人还是于11月10日成功地将纽布里奇号沉入了横跨三角洲的一个河口，但德国巡洋舰仍可经由其它航道出海。洛夫决定将他的舰只进一步向上游移动，使英国人更难摧毁它。在这样做的过程中，洛夫的舰只将引走数量不成比例的英国船舶，否则这些船舶可能会被用于其它地方。作战期间，英国人派遣了更多的巡洋舰对封锁魯菲吉河的分舰队进行增援，其中包括皮拉摩斯号和澳大利亚的先驱者号。
来自南非德班的民航飞行员丹尼斯·卡特勒获委任加入皇家海军陆战队，并说服他将私人的柯蒂斯水上飞机供大英帝国征用。皇家海军还征用了客船金法恩斯堡号（Kinfauns Castle）作为卡特勒飞机的临时母舰。在第一次寻找巡洋舰的尝试中，没有指南针的卡特勒迷失了方向，被迫降落在一座荒岛上。而在第二次飞行中，他成功找到了柯尼斯堡号；并在第三次飞行中携皇家海军观察员证实了他的发现。但由于飞机的散热器在飞行中受到损坏，卡特勒也因此停飞直至替换零件从蒙巴萨送来。皇家海军航空队则派出两架索普威斯飞机，目的是侦察甚至轰炸舰只。然而在热带条件下，它们很快便分崩离析。三架肖特水上飞机的表现稍好，但它们也因气候条件而迅速失灵。
同样在11月，英国人还谋求使用旧式战列舰歌利亚号的12英寸（305）炮来击沉德国巡洋舰。这次尝试没有成功，因为浅水区阻碍了战列舰进入射程。12月，德属东非保护部队司令、陆军中校保羅·馮·萊托-福爾貝克要求柯尼斯堡号船员尽可能多的参加针对英国的东非战事；仅余220名船员留在舰上以保持战斗状态。然而，这不足以令舰只出海。柯尼斯堡号于12月18日进一步向上游移动。12月23日，英国人利用两艘浅吃水舰只从三角洲溯河而上。在德军防御炮火迫使它们撤退之前，它们曾对索马里号取得一次命中。

凿沉后的柯尼斯堡号航拍图，舰炮已被移除

与此同时，柯尼斯堡号的情况正在恶化，其煤炭、弹药、食品和医疗用品均出现短缺。尽管面对英国人尚处安全，但船员们却深受疟疾和其他热带疾病的侵害。整体与外界隔绝，也导致水兵的士气下降。然而，在接到一项舰只补给的计划、并获得了一个为回家而战的机会后，不利情况稍微有所改善。一艘被俘的英国商船鲁本斯号（Rubens）被易名为克隆堡号（Kronborg）。它配备有丹麦国旗、报纸以及一群会讲丹麦语的德国水兵。然后，它满载了燃煤、野战炮、弹药、小型武器和各种物资。当这艘货船驶近东非时，柯尼斯堡号准备出击与其会合，并试图突围以返回德国。不料，柯尼斯堡号却被两艘巡洋舰和几艘小型舰艇困在了河中。克隆堡号则在接近时遭到了风信子号的拦截，并一直被追至曼扎湾。受困货船被迫擱淺并点火燃烧，但德国人打捞起了其大部分物资，并在后来用于东非战线。

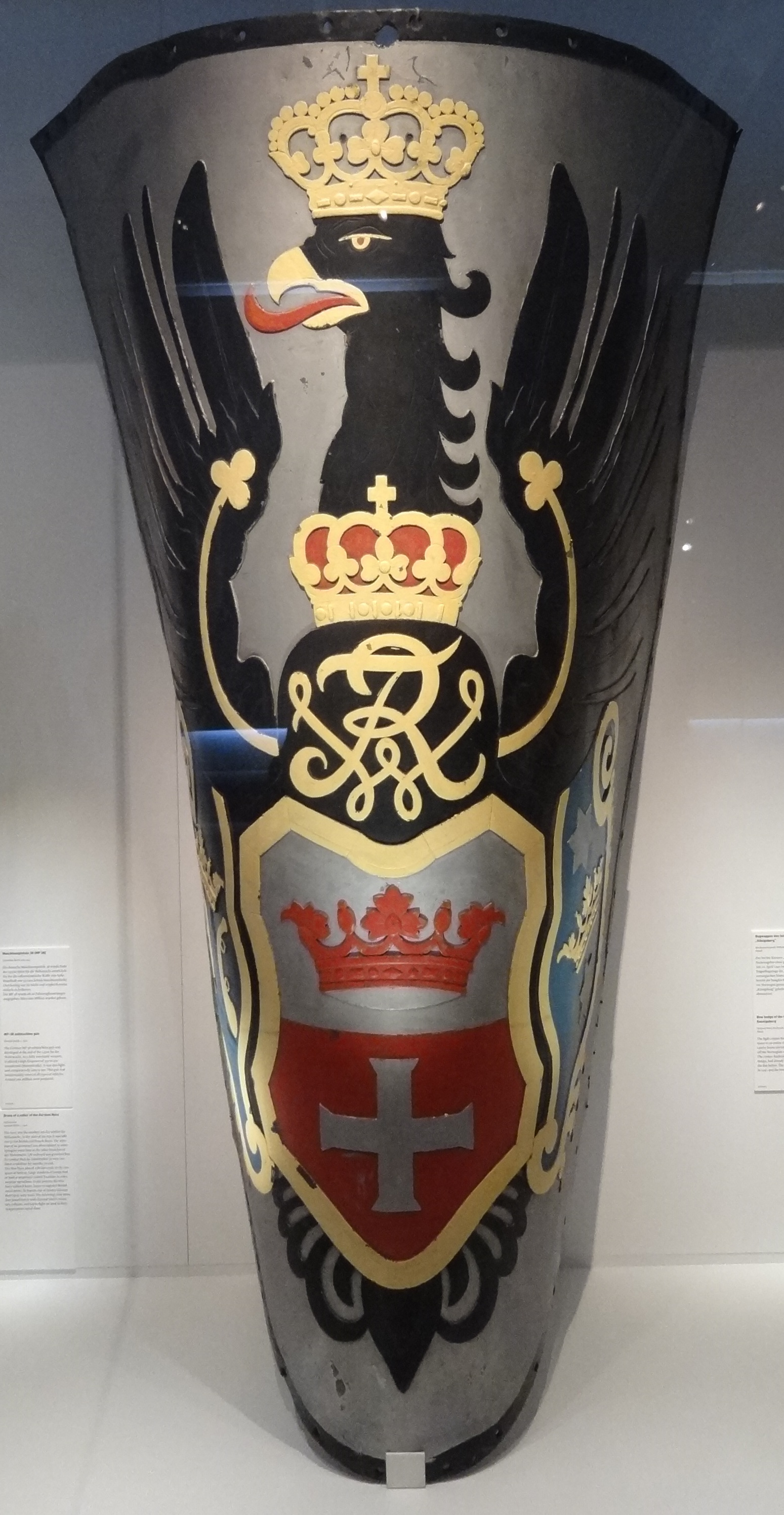
柯尼斯堡号的舰艏盾，现陈列于德累斯顿的联邦国防军史博物馆

1915年4月，英国海军部最终批准了由德鲁利-劳在前一年11月提交的一项计划，该计划设想利用能够在鲁菲吉河航行的浅水重炮舰来攻击德国巡洋舰。因此，两艘各配备有一对6英寸（152）炮的军舰——默西号和塞文号，受命从英国运付。与此同时，柯尼斯堡号已进行了第三次转移，去往更远的上游。1915年7月6日，尽管受到德国河岸阵地的猛烈开火，两艘浅水重炮舰还是穿过了外围沙洲并溯河而上。它们在认为与柯尼斯堡号相距10,000碼（9,100）的位置停下，这是它们自身舰炮的射程，且远于口径更小的德国舰炮可回火的射程。飞机则被用于探明弹着点。然而，浅水重炮舰的导航仪出现了问题，在开火后，它们发现自己处在柯尼斯堡号舰炮的射程之内。后者于交战中两次命中默西号，一枚炮弹使其艏部6英寸炮失效，另一枚则造成水线下方的船体穿孔。柯尼斯堡号则被命中四次，其中一枚炮弹在水线以下爆炸，并引发了一些水浸。在三个小时的时间内，柯尼斯堡号迫使两艘英舰撤退。
7月11日，两艘浅水重炮舰在修复了第一次尝试所造成的破坏后再度返回。它们进行了五个小时的轰炸。柯尼斯堡号于12:12开火，最初有四门炮可用，但在12:42之后仅余三门、12:44之后为两门、而12:53之后为一门。两艘浅水重炮舰直至12:31才作出反应，当它们锚定于射击阵位后，便取得了数次严重的打击，引发柯尼斯堡号舰艉大火，并造成重大人员伤亡。至13:40，柯尼斯堡号的弹药存量已然不足，其炮手亦伤亡严重，洛夫遂下令船员弃舰，并将炮闩投向舷外以使其失效。为了凿沉柯尼斯堡号，船员在舰艏引爆了两枚鱼雷弹头；舰体微微向右舷侧倾，上甲板沉入水中，但舰旗仍然飘扬。共有19人在战斗中丧生，另有45人负伤，其中包括洛夫。

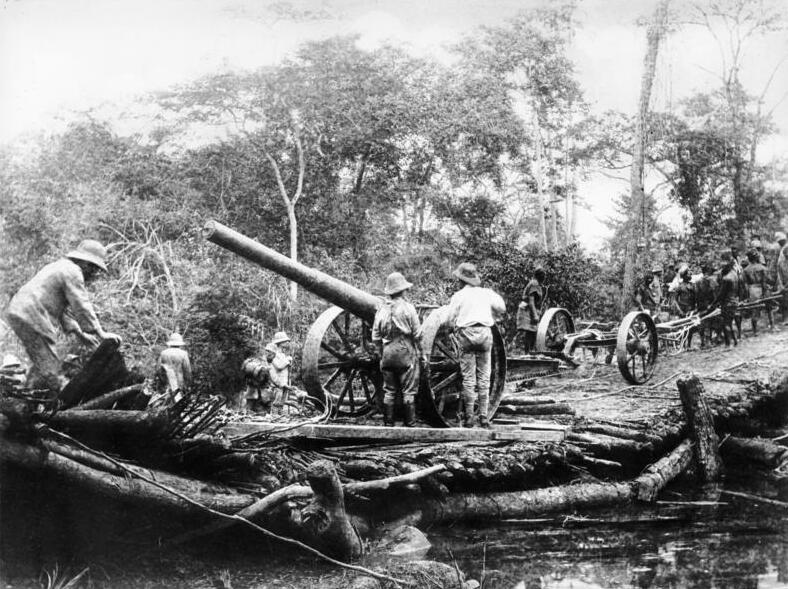
后续用作野战的柯尼斯堡号舰炮

当天晚些时候，船员返回降下舰旗，并为德皇作三次致敬。从第二天起，舰炮和其它可用的设备开始从残骸中打捞出来。其中舰炮被改造为野战炮和海岸炮，它们与船员一起，继续在由莱托-福尔贝克指挥的东非陆地战中服役。在接下来的两个月内，全部十门炮都在达累斯萨拉姆进行了维修；其中一门被装备至改装后的摩托船格岑伯爵号上，应用于内陆的坦干依喀湖舰队。幸存的船员则组建为柯尼斯堡分遣队（Königsberg-Abteilung），最终于1917年11月26日投降并被拘禁在英属埃及。战争结束后，这些人于1919年参加了穿越柏林勃兰登堡门的游行，以纪念他们的服役和所属舰只。
1924年，前珀伽索斯号舰长約翰·亞歷山大·英格爾斯受命清理达累斯萨拉姆海港周边的沉船。当时，他以200英镑的价格买下了柯尼斯堡号的打捞权；他派潜水员从残骸中提取有色金属废料并转而出售这些物料。打捞工作一直持续至1930年代，而至1940年代时，船体已经完全向右翻倾。直到1965年末，打捞工作仍在继续，但残骸却于1966年坍塌并最终沉入河床。舰只的三门105毫米炮获留存至今，其中一门在南非的比勒陀利亚、一门在乌干达的金贾，还有一门与珀伽索斯号的舰炮共同留在蒙巴萨。

## 延伸阅读
- Hoyt, Edwin. . New York: Funk & Wagnalls. 1968. OCLC 440986.
- Looff, Max. . Berlin: Bernard & Graefe Verlag. 1936. OCLC 17207148.
- 阎京生 (编). . 战争史研究 (内蒙古人民出版社). 2009, (29): 88-106. ISBN 720404651X.

7°52′6″S 39°14′24″E / 7.86833°S 39.24000°E